# Крутые (Тверская область)
Крутые — опустевшая деревня в Бежецком районе Тверской области. Входит в состав Моркиногорского сельского поселения.

## География
Находится в восточной части Тверской области на расстоянии приблизительно 29 км по прямой на юг-юго-запад от районного центра города Бежецк.

## История
Деревня была отмечена еще на карте 1825 года. В 1859 году здесь (деревня Бежецкого уезда Тверской губернии) было учтено 11 дворов, в 1978 — 4. По состоянию на 2020 год опустела.

## Население
Численность населения: 98 человек (1859 год), 1 (русские 100 %) в 2002 году, 0 в 2010.